# Неволин, Виктор Валентинович
Виктор Валентинович Неволин (род. 26 августа 1964, Быково, Московская область) — российский политический и государственный деятель. Мэр города Бронницы с 2014 по 2019 гг. Глава Раменского городского округа с 22 октября 2019 года по 7 июля 2023 года.

## Биография
Виктор Валентинович Неволин родился 26 августа 1964 года в посёлке Быково, Раменского района, Московской области. В 1985 году поступил в Минское авиационно-техническое училище. В 2001 – в Российский экономический университет имени Г. В. Плеханова (бывшая Российская экономическая академия им. Г.В. Плеханова). Из этого учебного заведения имеет диплом о высшем образовании по специальности «Финансы и кредит». В 2016 году получил степень бакалавра в Православном Свято-Тихоновском гуманитарном университете по направлению подготовки «Теология».
Трудовую деятельность начал в 1981 году слесарем на Быковском экспериментальном заводе средств автоматики; после окончания в 1985 году Минского авиационного технического училища работал монтажником электрооборудования летательных аппаратов на Быковском заводе №402 Гражданской авиации.
Также, более чем за 30 лет, Неволин работал:
- (1986) Депутатом Совета Депутатов исполкома посёлка Быково;
- (1991) Заместителем Председателя исполкома Быковского поссовета;
- (1997) Главой городского поселения Кратово;
- (2014) Главой городского округа Бронницы.

И на данный момент, с 22 октября 2019 года (с 19 сентября 2019 года был временно исполняющим обязанности), является главой Раменского городского округа Московской области. 7 июля 2023 года, состоялось заседание Совета депутатов Раменского городского округа, на котором было рассмотрено заявление главы Раменского городского округа В.В.Неволина о досрочном прекращении полномочий и о возложении временного исполнения полномочий главы Раменского городского округа Московской области.

## Личная жизнь
Неволин женат. В семье трое детей.

## Награды
Трудовые заслуги Неволина отмечены наградами:
- Медаль «В память 850-летия Москвы» (1997);
- Благодарность от Патриарха Всея Руси Алексия II (2000);
- Медаль «За заслуги в проведении Всероссийской переписи населения» (2003);
- Медаль «За заслуги в проведении Всероссийской сельскохозяйственной переписи 2006 года;
- Знак Московской областной Думы «За содействие закону» (2009);
- Знак Главы Раменского муниципального района «За высокий профессионализм» (2009);
- Почётная грамота Губернатора Московской области (2012);
- Медаль II степени Московской Епархии Русской Православной церкви «За жертвенные труды» (2012);
- Благодарственное письмо Московской областной Думы (2013);
- Нагрудный знак «За заслуги перед Московской областной организацией Профсоюза» (2014);
- Знак Главы Раменского муниципального района «За трудовые заслуги» (2014);
- Медаль МЧС России (2018);
- Благодарственное письмо Избирательной комиссии Московской области (2018);
- Благодарность Председателя Совета Федерации Федерального собрания Российской Федерации (2018);
- Знак отличия «За заслуги перед Раменским муниципальным районом» (2019);
- Благодарность Губернатора Московской области (2019);
- Благодарность Президента Российской Федерации (2019);
- Знак Московской областной Думы «За службу закону» III степени (2019);
- Медаль I степени Московской Епархии Русской Православной церкви «За жертвенные труды» I степени (2019);
- Почётная грамота Главного управления территориальной политики Московской области (2019);
- Почётная грамота Министерства жилищно-коммунального хозяйства Московской области (2019);
- Нагрудный знак «За заслуги перед Московской областной организацией Профсоюза» (2019);
- Нагрудный знак «За заслуги перед Московской областью» III степени (2019);
- За большой вклад в развитие и укрепление социального партнерства, плодотворное взаимодействие, конструктивное сотрудничество с профсоюзами Подмосковья награжден Нагрудным Знаком МОООП «За содружество» (2020);
- Благодарность Генерального директора Оргкомитета Чемпионата мира по футболу FIFA 2018 в России А.Л. Сорокина (2021);
- Благодарственное письмо Президента Российской Федерации за значительный вклад в подготовку и проведение чемпионата мира по футболу FIFA 2018 года (2021)[3].